# Potamogetonaceae
{{Taxobox
| name = 
| image = PotamogetonCrispus.jpg
| image_width = 250п
| image_caption = 
| regnum = 
| divisio = 
| classis = 
| ordo = 
| familia = 
| familia_authority = 
| subdivision_ranks = родови
| subdivision =  
-{Groenlandia J.Gay

Potamogeton L.

Ruppia L.}- 
}}
Potamogetonaceae је фамилија монокотиледоних скривеносеменица, препозната од стране већине истраживача. У систему APG II фамилија је укључена у ред Alismatales.